# Sven Vermant
Sven Vermant (Lier, 4 aprile 1973) è un allenatore di calcio ed ex calciatore belga, di ruolo centrocampista.

## Biografia
Anche suo figlio Romeo è un calciatore professionista.

## Palmarès

### Competizioni nazionali
- Coppe del Belgio: 3

Brugge: 1994-1995, 1995-1996, 2006-2007
- Supercoppe del Belgio: 4

Brugge: 1994, 1996, 1998, 2005
- Campionato belga: 2

Brugge: 1995-1996, 1997-1998
- Coppa di Germania: 1

Schalke 04: 2001-2002

### Competizioni internazionali
- Coppa Intertoto UEFA: 2

Schalke 04: 2003, 2004